# Russkoe Radio
Russkoe Radio (în rusă Русское Радио) este un post de radio rusesc care emite și în unele țări din CSI, inclusiv Republica Moldova (până pe 01.07.2016). Se deosebește de alte posturi de radio prin faptul că difuzează piese în limba rusă, sau în care maximum 50% din cuvintele piesei sunt într-o limbă străină. 
În 1996 postul Russkoe Radio a înființat premiul „Gramofonul de aur”, ceremonia căruia are loc anual, la sfârșit de an, la Kremlin. Gramofonul de aur a devenit unul din principalele premii muzicale din Rusia.
La 22 septembrie 2010 Russkoe Radio și-a celebrat ce-a de-a 15 aniversare printr-un radio-maraton: prezentatorii show-ului matinal «Русские перцы» (Russkie perțî) Vadim Voronov, Alisa Selezniova și Serghei Melnikov au fost în emisie directă timp de 52 de ore în continuu, pentru asta fiind incluși în Cartea Recordurilor Guinness la categoria „Cel mai lung show de echipă”. La cea de-a 20-a aniversare a postului de radio, la 3 aprilie 2015, performanța a fost repetată și depășită: Vadim Voronov, Alisa Selezniova și Dmitrii Olenin au fost prezenți în emisie directă timp de 60 de ore.